# Gare de Nancy-Ville
Gare de Nancy-Ville – stacja kolejowa w Nancy, w regionie Grand Est, we Francji. Znajduje się tu 5 peronów.